# Победнице светских првенстава у атлетици у дворани — 200 метара
Победнице светских првенстава у атлетици у дворани  у дисциплини 200 метара за жене, која се, у програмима првенстава, налази од такмичења 1985. у Паризу под именом Светске игре у дворани, наведене су у следећој табели са резултатима који су изражени у секундама. Од 2006. године ова дисциплина више није у програму Светских првенстава у дворани.

## Табела победница на СП у дворани у трци на 200 метара за жене
Стање после СП 2004.
| Светско првенство  |                                   | Резултат      |                                   | Резултат |                                               | Резултат |
| Париз 1985         | Марита Кох · Источна Немачка      | 23,09         | Мари-Кристин Казије · Француска   | 23,33    | Ким Робертсон · Нови Зеланд                   | 23,69    |
| Индијанополис 1987 | Хајке Дрехслер · Источна Немачка  | 22,27 СР РСП  | Мерлин Оти-Пејџ · Јамајка         | 22,66    | Грејс Џексон · Јамајка                        | 23,21    |
| Будимпешта 1989    | Мерлин Оти · Јамајка              | 22,34         | Грејс Џексон · Јамајка            | 22,95    | Наталија Ковтун · Совјетски Савез             | 23,28    |
| Севиља 1991        | Мерлин Оти · Јамајка              | 22,24 =СР РСП | Ирина Сергејева · Совјетски Савез | 22,41    | Грит Бројер · Немачка                         | 22,58    |
| Торонто 1993       | Ирина Привалова · Русија          | 22,15 РСП     | Мелинда Гејнсфорд · Аустралија    | 22,73    | Наталија Воронова · Русија                    | 22,90    |
| Барселона 1995.    | Мелинда Гејнсфорд · Аустралија    | 22,64         | Полин Дејвис · Бахаме             | 22,68    | Наталија Воронова · Русија                    | 23,01    |
| Париз 1997         | Екатерини Кофа · Грчка            | 22,76         | Џулијет Катберт · Јамајка         | 22,77    | Светлана Гончаренко · Русија                  | 22,85    |
| Маебаши 1999.      | Јонела Тарлеа · Румунија          | 22,39         | Светлана Гончаренко · Русија      | 22,69    | Полин Дејвис · Бахаме                         | 22,70    |
| Лисабон 2001.      | Џулијет Кембел · Јамајка          | 22,64         | Латаша Џенкинс · САД              | 22,96    | Наталија Виноградова-Сафроникова · Белорусија | 23,17    |
| Бирмингам 2003.    | Мјуријел Јурти · Француска        | 22,54         | Анастасија Капачинскаја · Русија  | 22,80    | Џулијет Кембел · Јамајка                      | 22,81    |
| Будимпешта 2004.   | Наталија Сафроникова · Белорусија | 23,13         | Светлана Гончаренко · Русија      | 23,15    | Карин Мајр-Крифка · Аустрија                  | 23,18    |

Легенда: СР = Светски рекорд, РСП = Рекорд светских првенстава
Напомена:
1. ↑  Победница ове трке, Американка Мишел Колинс, накнадно је дисквалификована због допинга и одузета јој је златна медаља.
2. ↑  Победница ове трке, Рускиња Анастасија Капачинскаја, накнадно је дисквалификована због допинга и одузета јој је златна медаља.

## Биланс медаља на СП у дворани у трци на 200 метара за жене
Стање после СП 2004.
|     | Држава           |    |    |    |    |
| --- | ---------------- | -- | -- | -- | -- |
| 1.  | Јамајка          | 3  | 3  | 2  | 8  |
| 2.  | Источна Немачка  | 2  | 0  | 0  | 2  |
| 3.  | Русија           | 1  | 3  | 3  | 7  |
| 4.  | Француска        | 1  | 1  | 0  | 2  |
| 4.  | Аустралија       | 1  | 1  | 0  | 2  |
| 6.  | Белорусија       | 1  | 0  | 1  | 2  |
| 7.  | Грчка            | 1  | 0  | 0  | 1  |
| 7.  | Румунија         | 1  | 0  | 0  | 1  |
| 9.  | Совјетски Савез  | 0  | 1  | 1  | 2  |
| 9.  | Бахаме           | 0  | 1  | 1  | 2  |
| 11. | САД              | 0  | 1  | 0  | 1  |
| 12. | Нови Зеланд      | 0  | 0  | 1  | 1  |
| 12. | Немачка          | 0  | 0  | 1  | 1  |
| 12. | Аустрија         | 0  | 0  | 1  | 1  |
|     | Укупно 14 земаља | 11 | 11 | 11 | 33 |

###### Трка на 200 метара у дворани
- Победници светских првенстава у дворани — 200 метара за мушкарце
- Победнице европских првенстава у дворани — 200 метара за жене
- Победници европских првенстава у дворани — 200 метара за мушкарце

###### Трка на 200 метара на отвореном
- Освајачице олимпијских медаља у атлетици — 200 метара за мушкарце
- Освајачице олимпијских медаља у атлетици — 200 метара за жене
- Победнице светских првенстава у атлетици на отвореном — 200 метара за жене
- Победници светских првенстава у атлетици на отвореном — 200 метара за мушкарце
- Победнице европских првенстава у атлетици на отвореном — 200 метара  за жене
- Победници европских првенстава у атлетици на отвореном — 200 метара за мушкарце